# Samakal
Samakal (bengali : সমকাল samakal, « aujourd'hui, contemporain ») est un quotidien en bengali publié à Dacca, au Bangladesh. Samakal a commencé à publier le 31 mai 2005. En 2007, le tirage de Samakal était d'environ 200 000 exemplaires.
Mustafiz Shafi, est rédacteur en chef par intérim et S.M. Shahab Uddin en est le directeur exécutif. Après la mort de Golam Sarwar (en), le rédacteur en chef fondateur, Mustafiz Shafi, a pris la direction de Samakal à partir du 13 août 2018,.

## Chroniqueurs réguliers
Des chroniqueurs de renom écrivent régulièrement pour ce journal. Abdul Gaffar Chowdhury y contribue chaque semaine dans « Kaler Ayna (Le miroir du temps) ». Hasan Azizul Huq, le célèbre scénariste du sous-continent, est également chroniqueur pour le journal. Zillur Rahman Siddiqui, Shahriar Kabir, Badruddin Omar, l'économiste Anu Muhammad, Abu Ahmed et le dramaturge Mamunur Rashid écrivent également pour le quotidien populaire.

## Suppléments
Kaler Kheya (Bateau du temps), le magazine littéraire, est l'un des suppléments hebdomadaires de Samakal. Les autres suppléments hebdomadaires sont Nandan, Shaili, Taka Aana Pai (économie),Techline, Alor Pathojatri, Moncharbaire et Ghassfaring (page pour enfants). Suhreed Samabesh (Plate-forme des souhaits) est l'organisation de lecture de ce quotidien.

## Menaces
Depuis le début du journal en 2005, les journalistes ont travaillé malgré les menaces et les dangers. En 2005, Goutam Das, qui travaillait comme chef de bureau à Faridpur, a été assassiné. En 2006, des cadres du parti au pouvoir ont attaqué le bureau de Rajshahi de Samakal et agressé son chef de bureau[réf. souhaitée].
Deux numéros du Samakal (Baishakh-Shravan 1372 et Bhadra-Agrahayan 1372 Bangabda) ont été confisqués sous le régime militaire. Après l'indépendance du Bangladesh, le Samakal a commencé à sortir avec une vigueur renouvelée. Le premier numéro de la dix-huitième année, publié dans Magh 1382 Bangabda (1975) était un numéro commémoratif de Sikander Abu Zafar édité par le poète Hasan Hafizur Rahman. Le rédacteur en chef était Abu Jafar Shamsuddin. La publication de la revue est devenue irrégulière pendant trois ans et demi.